# Метаданни
Метаданните представляват данни за данните, информация, която се отнася за тях, но не включва самото съдържание на тези данни. Представката μετά (метá) идва от старогръцки език и означава „след/отвъд“. С префиксът мета се описва нещо, което е над това, което следва тази представка. Например, метафизичното е отвъд физичното. По същия начин метаданните са отвъд (съдържанието на) данните и могат да бъдат различни видове, като:
- Описателни - използват се за откриване и идентификация. Те включват заглавие, резюме, автор и ключови думи.
- Структурни - за носителите на тези данни и начина на тяхното организиране, например глави, раздели и т.н.[3]
- Административни[4] - информация за управлението и контрола на съответния ресурс, като начин на създаване и лицензи.[5]
- Законови
- Референтни
- Статистически[6][7]

Използването на едни и същи метаданни, които се съхраняват на отделни места (например различни типове бази данни, различни файлове), може да се осъществява чрез използването на екземпляри на тези данни. В много случаи имплементацията на схеми за метаданни в съвременните компютърни системи става с помощта на XML.
Информацията за самата информация обикновено се отнася до компютърни системи, но може да бъде отнесена и към други области. Най-често срещаното приложение на тази концепция е при търсенето на метаданни: използване на метаданни при търсене на елементи, които да съответстват на тях, например: търсене на уеб страници, чието заглавие включва конкретна тема, но има и много други приложения. Други начини за използване на метаданни са включени като част от корпоративни архитектури (Enterprise architectures), каквато е ориентираната към услуги архитектура (SOA), авангардни концепции в управлението на информацията в организацията, като Enterprise Information Integration (EII) и съвременни модели на уеб технологиите.

## Примери за използване на метаданни
- Схема на база данни – представлява информация за информацията, съдържаща се в една база данни; схемата – това са метаданните.
- Книга – метаданните са името на автора, заглавието, ISBN номер, номер на издаване, тип (жанр) на книгата, името на издателството, година на издаване, цена. Изпълнението на библиотечна заявка може да се извършва с помощта на компютър въз основа на тези метаданни.
- Снимка – това са данни като дата и час, GPS данни за положението на камерата, модел на камера, модел на обектив, фокусно разстояние, бленда, скорост, версия на софтуера и др. Цифровите фотоапарати могат да записват тези метаданни, след което те могат да бъдат прехвърлени на компютър. Формата се нарича Exif (Exchangeable image file format – „Обменяем файлов формат за изображения“) е стандарт за включване на метаданни в графични и звукови файлове генерирани от цифрови фотоапарати и скенери. Пример : Filename - IMGP4889.JPG Make - PENTAX Corporation Model - PENTAX K100D Orientation - Top left XResolution - 72 YResolution - 72 ResolutionUnit - Inch Software - K100D       Ver 1.02 DateTime - 2010:03:25 16:36:22 YCbCrPositioning - Co-Sited ExifOffset - 602 ExposureTime - 1/180 seconds FNumber - 8.00 ExposureProgram - Manual control ISOSpeedRatings - 200 ExifVersion - 0221 DateTimeOriginal - 2010:03:25 16:36:22 DateTimeDigitized - 2010:03:25 16:36:22 ComponentsConfiguration - YCbCr ExposureBiasValue - 0.00 MeteringMode - Multi-segment Flash - Flash not fired, compulsory flash mode FocalLength - 300 mm FlashPixVersion - 0100 ColorSpace - sRGB ExifImageWidth - 3008 ExifImageHeight - 2000 InteroperabilityOffset - 52242 SensingMethod - One-chip color area sensor FileSource - Other SceneType - Other CustomRendered - Normal process ExposureMode - Manual White Balance - Auto FocalLengthIn35mmFilm - 450 mm SceneCaptureType - Standard Contrast - Normal Saturation - Normal Sharpness - Normal SubjectDistanceRange - Distant view Maker Note (Vendor): - Mode - Auto Quality - Best ISO - 200 White Balance - Auto Lens Type - Sigma 18-200mm F3.5-6.3 DC Thumbnail: - Compression - 6 (JPG) XResolution - 72 YResolution - 72 ResolutionUnit - Inch JpegIFOffset - 52368 JpegIFByteCount - 2836